# 简·奥斯汀
简·奥斯汀（1775年12月16日—1817年7月18日）是一位英国小說家，她的五部主要作品诠释评论了18世纪末英国地主乡绅的生活。她出版的第二部小说《傲慢与偏见》是她在世时评价最高的作品。她小说中的情节常常反映了女性为追求社会地位和经济保障而把婚姻作为依靠。她的作品批評十八世紀下半葉的感性的小說，而且她的小說是十九世紀向現實主義轉換的一部分。
奥斯汀的作品如今几乎从不绝版，但它们在当初是匿名出版的，在她在世时只收获了寥寥评论，没有使她出名。1869年，她去世52年后，她的侄子出版了《简·奥斯汀回忆录》（A Memoir of Jane Austen），更多公众和读者得以知晓她，她作为作家的名望经历了重大的转变。奥斯汀的五部主要作品都在1811年至1818年间首次出版。1811年至1816年，《理智与情感》（1811）、《傲慢与偏见》（1813）、《曼斯菲爾德莊園》（1814）和《愛瑪》（1815）使她成为了一个成功作家。她还写了两部小说，分别是《諾桑覺寺》和《勸導》，在她去世后的1818年出版。她还开始了另一部小说的创作，但没有完成就去世了，它最终被命名为《桑迪顿》。 
在20和21世纪，以奥斯汀的作品为题的评论文章和她的文学选集大量出现，把她确立为闻名世界的英国作家。她的书经常成为其他文化艺术形式的灵感来源，对她小说的影视改编于1940年由劳伦斯·奥利弗主演的电影《傲慢与偏见》并持续至今。

## 生平
一位传记作者表示，简·奥斯汀的生平訊息“著名地稀缺”。只有一些个人和家庭信件得到保留（据估计奥斯汀的3000封信中仅现存160封），她姐姐卡珊德拉（Cassandra）（奥斯汀的大部分信是写给她的）焚烧了她持有的大部分信件，审查了剩下信件的内容。奥斯汀的哥哥——海军元帅弗兰西斯·奥斯汀爵士（Sir Francis Austen）的后裔摧毁了其他信件。 奥斯汀去世后的50年间，她的生平資料大多为亲戚所写，反映了她的家庭对“安静的好阿姨简”（good quiet Aunt Jane）这一形象的偏好。自那以后，学者几乎没有发掘出其他新資訊。奥斯汀写作的年代在历史上属于向英国理想主义（British Idealism）过渡的浪漫主义时期。她赞赏与她同时代的几位英国浪漫主义诗人，如威廉·华兹华斯（1770–1850）、塞缪尔·泰勒·柯勒律治（1772–1834）和拜伦勋爵（1788–1824）。他们对她小说的影响得到了研究。

### 家庭

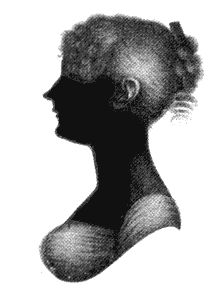
简的姐姐兼密友卡珊德拉的侧面轮廓剪影。

奥斯汀的父亲乔治·奥斯汀（1731–1805）是英国国教会的一位堂区长，母亲卡珊德拉（1739–1827）是一个殷实的乡绅家庭之女。父方家庭祖上制造羊毛织品，通过从事该行业跻身拥有土地的下层乡绅阶级。而母亲是贵族家庭男爵利（Baron Leigh）的一员。他们于1764年4月26日在巴斯的沃尔科特教堂（Walcot Church）结婚。1765年至1801年，也就是简人生中的大部分时间，父亲乔治担任了汉普郡史蒂文顿和一个邻近村庄的堂区长。1773年至1796年，他种地，为住宿在他家的三到四个男孩做老师，以补贴家用。
奥斯汀有一个大家庭。她的六个兄弟为詹姆斯（1765–1819）、乔治（1766–1838）、爱德华（1768–1852）、亨利·托马斯（1771–1850）、弗朗西斯（1774–1865）和查尔斯（1779–1852）。她有一个姐姐卡珊德拉·伊丽莎白（1773 – 1845），她像简一样终身未婚。卡珊德拉是奥斯汀最好的朋友和知己，这份情谊持续了她的一生。
在她的兄弟间，奥斯汀和亨利关系最亲密。亨利从事银行业，在他的银行倒闭后成为了一位英国国教会牧师。他也是奥斯汀的文稿代理人（literary agent）。他在伦敦的广大交际圈中有银行从业者、商人、出版者、画手和演员，奥斯汀从而得以看到与乡村小教区不同的社会。亨利后来娶了他们的表姐（也是简的好友）费利德伯爵夫人伊莱扎·汉考克（Eliza Hancock, comtesse de Feuillide）。
奥斯汀的哥哥乔治在小时候被送到一个当地家庭抚养，因为他精神方面不正常，易发作。他也有可能是聋哑人，因此在奧斯汀的童年以來，她便自學手語與兄互動。哥哥弗朗西斯和弟弟查爾斯在海军服役，两人都升至将军军衔。另一兄爱德华被远房表亲托马斯·奈特（Thomas Knight）收养，继承了奈特的地产，并在1812年改了姓。

### 早年和教育

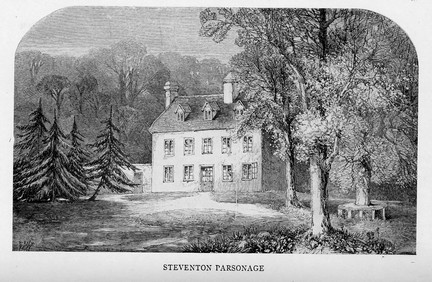
据《简·奥斯汀回忆录》描述，汉普郡史蒂文顿堂区位于山谷中，被牧场环绕。

奥斯汀于1775年12月16日在史蒂文顿堂区出生，于次年4月5日公开洗礼。她在家里待了几个月后，被母亲送到住在附近的乳母伊丽莎白·利透伍德（Elizabeth Littlewood）家抚养，为期一年或18个月。1783年，简和卡珊德拉按照家庭传统被送到牛津，在安·考利太太（Mrs. Ann Cawley）处接受教育，同年晚些时候跟着老师去了南安普顿。两个女孩都得了斑疹傷寒，简差点丧命。奥斯汀随后在家学习，直到于1785年和姐姐一起去寄宿学校。学校课程可能包含了法语、拼写、针线活、舞蹈和音乐，可能还有戏剧。至1786年12月，简和卡珊德拉已回到家，因为奥斯汀家无法承担同时送两个女儿上学。
奥斯汀接下来的教育是通过阅读书籍完成的，父亲及哥哥詹姆斯和亨利给予了指导。奥斯汀显然可以无限制地使用父亲和家庭友人沃倫·黑斯廷斯的图书室，两者加在一起有数量可观、内容各异的藏书。父亲也容许她有时尝试写涉及性爱的内容，并给姐妹俩的写作、绘画活动提供了价格不菲的纸张和其他材料。据传记作者帕克·赫南（Park Honan）所述，奥斯汀家的生活在“一个开放、愉快、无拘束的知识分子家庭氛围”中进行，与她家立场相反的政治或社会观点也在家中被提及和讨论。奥斯汀在1786年从学校返家后，余生一直住在自己小家庭的生活范围内。
奥斯汀受到教育还有私下的戏剧演出。在她7岁到13岁期间，她的家人和好友筹划上演了一系列舞台剧，包括理查·谢立丹的《情敌》（The Rivals）和大卫·加里克（David Garrick）的《上流社会》（Bon Ton）。虽然具体细节无从所知，奥斯汀很有可能参与了这些活动，一开始作为观众，长大些后成为参与者。这些戏剧大部分为喜剧，奥斯汀在喜剧和讽刺方面的天赋可能来源于此。

### 少年

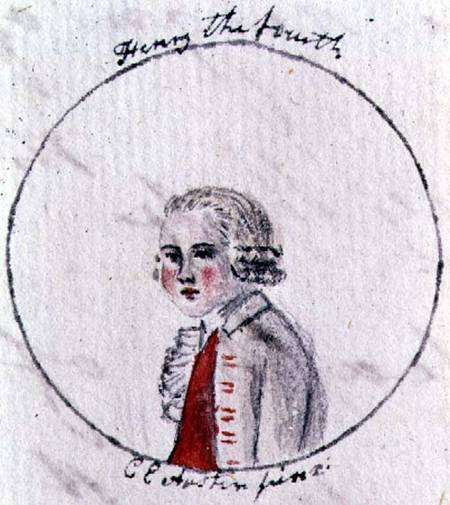
英王亨利四世的画像，是奥斯汀姐姐卡珊德拉为《英格兰历史》所作插画（约1790年）。作者奥斯汀自称为“一位偏袒的、有成见的、无知的历史学家”。

可能早至1787年奥斯汀就开始创作诗歌、故事和剧本，作为她自己和家人的娱乐消遣。她日后取了这些早期作品中的29篇汇编成了三本笔记本，它们如今被称为《少年作品》（Juvenilia），包括了1787年到1793年间的创作。手稿中有证据表示奥斯汀直到1809年至1811年间还在继续修改这些作品，她的侄子侄女表示最晚修改时间可至1814年。其中有一篇书信体讽刺小说题名为《爱与友情》（原文为），嘲讽了流行的感伤小说（sentimental novel）。还有一篇《英格兰历史》（The History of England）的手稿长34页，姐姐卡珊德拉为其添加了13幅水彩插画。
奥斯汀的《英格兰历史》戏仿了流行历史读物，尤其是奧立佛·高德史密斯的《英格兰史》（History of England，1764）。学者理查德·延金斯认为她的《少年读物》时常“喧嚣狂暴”、“无拘无束”；他将其与18世纪小说家劳伦斯·斯特恩和20世纪喜剧团体蒙提·派森的作品相比较。

### 成年
奥斯汀成年后继续住在父母家中，从事合乎她性别年龄和社会地位的活动：练习弹钢琴（fortepiano），辅助母亲和姐姐管理仆人，照顾家里分娩期的女性和临终的老人。她把写好的短篇寄给刚出生的侄女范妮·凯瑟琳和简·安妮·伊丽莎白。她尤其为自己的裁缝手艺自豪。她也定期去教堂，频繁地和朋友与邻居来往 ，还在晚间给家人朗读小说（经常是她自己的作品）。邻里间的社交活动通常是跳舞，有时是晚饭后在某人家里即兴而起，有时是在市政厅的聚会厅（assembly rooms）举办的舞会。她的哥哥亨利日后说：“简喜欢跳舞，并且很擅长。”
1793年，奥斯汀开始写一个短剧，随后弃稿。该剧本是一部“六幕喜剧”，后来被题名为《查尔斯·格兰德森爵士；又，那个高兴的人》（Sir Charles Grandison; or, The Happy Man）。她后来重拾该剧，在1800年左右完成。奥斯汀的课本中收录了她最爱的当代小说《查尔斯·格兰德森爵士的历史》（塞繆爾·理查森著，1753年）的节选，该短剧是对这部小说的戏仿。 传记作者赫南猜测，奥斯汀在1789年写成《爱与友情》后不久，决定“为利润写作，把写故事作为她的主要追求”，也就是成为一名职业作家。大约从1793年起，她开始写更长，更复杂的作品。

1793年到1795年间，奥斯汀写了《苏珊夫人》，常被认为是她最精妙、最具雄心的早期作品。传记作者克莱尔·托马林（Claire Tomalin）认为书中女主人公是一个性方面的捕猎者，用她的才智和魅力操纵、背叛和伤害她的情人、朋友与家人，这一点和奥斯汀的其他作品不同。托马林写道：
“小说为书信体，情节布局利索得如同一部戏剧，冷嘲热讽的笔调比肩最过分的复辟时期喜剧（Restoration comedy），那些喜剧可能给了她一些灵感……它在奥斯汀的作品中独树一帜，深入一位成年女性的生活，她的才智和人格力量压过了她遇见的所有人”

### 早期小说
完成《苏珊夫人》后，奥斯汀开始写作第一部长篇小说《埃莉诺和玛丽安》（Elinor and Marianne）。卡珊德拉日后回忆，这部书信体小说在1796年前在家人面前被朗读。原稿没有保存，现已无法确定该书中有多少内容成了1811年出版的《理智与情感》的一部分。

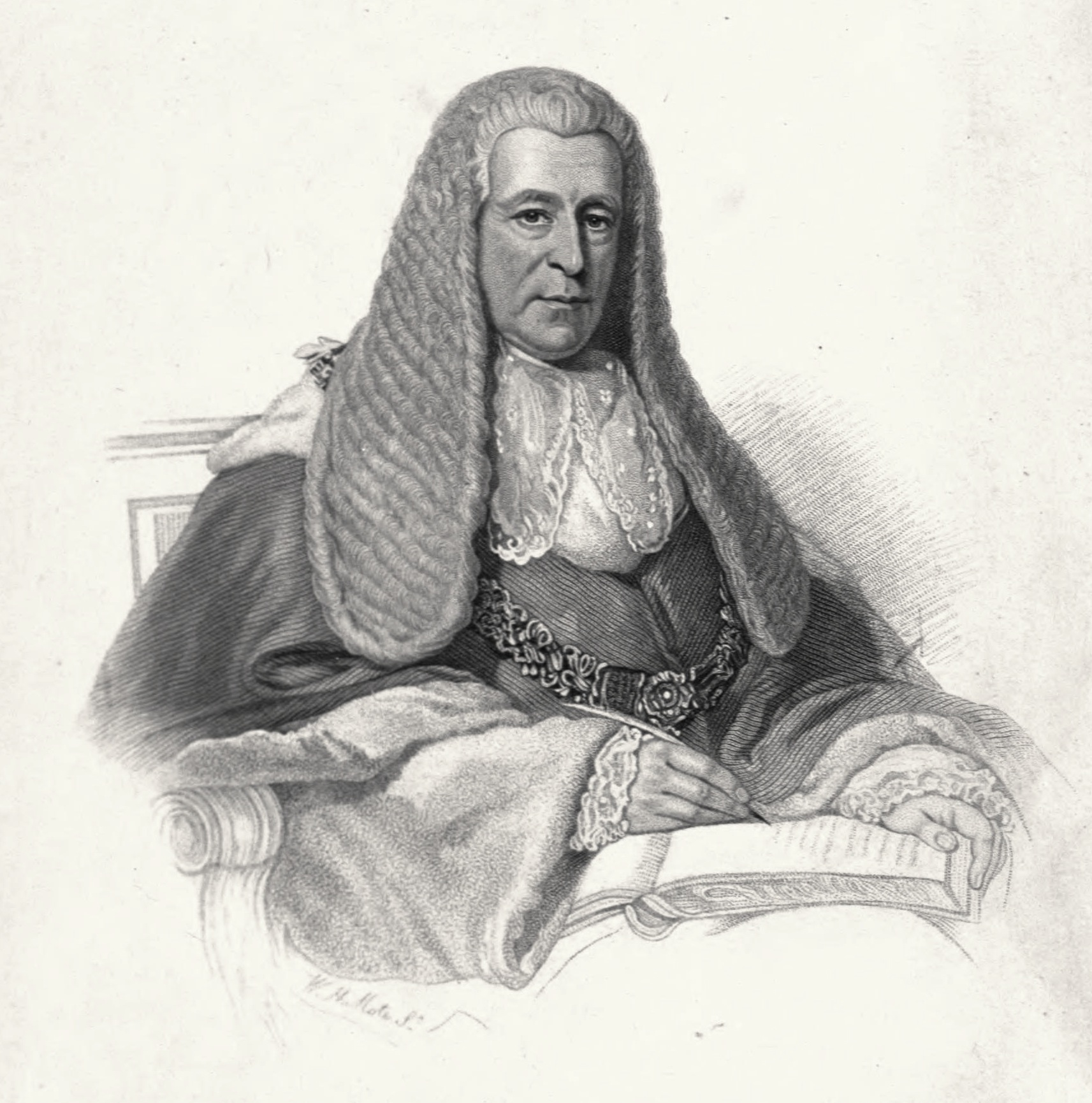
湯姆·勒弗羅伊，爱尔兰皇座法庭首席大法官，由威廉·亨利·莫特（William Henry Mote）于1855年所画。年老后的勒弗罗伊对侄子承认自己曾爱过奥斯汀，他说：“那是少年之爱。”

奥斯汀20岁时，托马斯·兰洛伊斯·勒弗罗伊（邻居家的侄子）从1795年12月到1796年1月拜访了史蒂文顿。他刚大学毕业，正要搬去伦敦接受训练，准备成为律师。他和奥斯汀可能在舞会或其他邻里社交场合上被介绍认识。从奥斯汀与姐姐的信中可以看出，他们俩在一起度过了相当长的时间：“我几乎不敢告诉你，我和我的爱尔兰朋友的行为举止。你自己想象下最不检点、最放肆的跳舞、坐在一起的方式。”勒弗罗伊家族介入此事，让他在1月底离开。结婚是不现实的，因为两人都知道：他们没有钱，而且他依靠爱尔兰伯祖父的经济支援来完成教育，开启法律生涯。勒弗罗伊日后再拜访汉普郡时，他被小心地安排避开奥斯汀一家。奥斯汀再也没有见到他。
1796年，奥斯汀开始创作第二部小说《第一印象》（First Impressions）。她于1797年8月完成了初稿，那时她21岁，这部小说日后成为了《傲慢与偏见》。像她其他的小说一样，她在写作过程中读给家人听，它成为了大家的最爱。在这时，她的父亲第一次尝试出版她的小说。1797年11月，乔治写信给伦敦出版商湯瑪斯·卡德爾，询问他是否会考虑出版一本“原稿小说，共三卷，长度大约和伯尼小姐的《艾弗琳娜》差不多，资金风险作者自负”。卡德尔很快回了拒信，奥斯汀可能不知道父亲的这一尝试。她在完成《第一印象》后，从1797年11月至1798年中旬大幅修改了《埃莉诺和玛丽安》，将其由书信体改成了第三人称叙述，修改成果接近最终出版的《理智与情感》。
她在1798年中旬完成《埃莉诺和玛丽安》后，开始创作第三部小说。该小说被暂命名为《苏珊》，后改为《諾桑覺寺》，讽刺了哥特小说，在一年后完成。1803年初，亨利·奥斯汀吧《苏珊》交给了伦敦出版商本杰明·考斯比（Benjamin Crosby），版权卖了10英镑。虽然考斯比许诺他会尽早出版，并在报上宣传这部小说，但他拿到书稿后什么都没做。奥斯汀在1816年又买回了版权。

### 巴斯和南安普顿
1800年12月，奥斯汀的父亲乔治出人意料地宣布退休，把全家搬往巴斯。虽然退休和搬家对家里老一辈有好处，但奥斯汀感到非常震惊，得知自己要离开出生以来唯一的家。在巴斯居住期间，她修改了《苏珊》，开始写作一部新小说《沃森一家》，但之后又弃稿。除此之外，奥斯汀在写作上没有任何进展，与1795年至1799年间的多产形成对比，这可能展现了奥斯汀在巴斯时的心理状态。托马林认为这一段干涸期反映了她深陷抑郁，无法写作。而赫南观点相反，表示她在一生中一直不间断地创作或修改自己的作品，除了父亲去世后的几个月。多迪同意托马林的看法。
1802年12月，奥斯汀收到了她的唯一一次求婚。她和姐姐拜访了住在貝辛斯托克附近曼尼塘庄园（Manydown Park）的老友阿丽西亚和凯瑟琳·比格。她们的弟弟哈里斯·比格-魏泽（Harris Bigg-Wither）刚完成牛津的学业回到家中。他向奥斯汀求了婚，她接受了。据奥斯汀的侄女和比格-魏泽家的一位后代所述，哈里斯没有什么魅力。他体格笨重，长相平庸，沉默寡言，开口结巴，在谈话中的态度咄咄逼人，不知何为圆滑得体。但奥斯汀从小就认识他，这门婚姻还会给她和她的家人带来许多实际好处（他是家族广阔地产的继承人，家中姐妹也已成人）。有了这些资源，奥斯汀能够让父母享受舒适的晚年，给未嫁的姐姐一个永久的居所，或许还能为她兄弟的事业提供帮助。但她随后觉得自己的决定是个错误，在第二天早晨收回了对求婚的首肯。当时的信件和日记中没有描述她对这次求婚的想法。1814年，她的侄女范妮来信为自己谈婚论嫁的恋情征求意见，奥斯汀在回信中写道：“关于求婚问题的“我愿意”回答，我写了那么多文字，现在我应转向这个问题的另一个回答，恳求你不要进一步陷入此事。除非你真的喜欢他，别考虑接受他的求婚。任何事都比没有感情的婚姻要好，都可以被忍受。”
1804年，在巴斯居住期间，奥斯汀开始创作《沃森一家》，它最终未完稿，讲了一个病弱贫穷的牧师和他四个未婚女儿的故事。学者萨瑟兰认为这部小说“探讨了依附他人的女性不得不面对经济上的现实困境”。赫南表示（托马林也同意）奥斯汀在父亲于1805年1月21日去世后停止了该小说的写作以求慰藉，因为小说中的角色所处的境地和她本人的过于相似。
奥斯汀父亲的病来得突然，使他“没有察觉到自己情况的严重性”（她在给哥哥的信中所述），很快就去世了。奥斯汀、姐姐卡珊德拉和她们的母亲被动地陷于经济状况不稳定的局面，她们的兄弟们承诺会每年出资供养家中女眷。接下来的四年里，一家的居住状况反映了她们经济方面的困境。她们在巴斯租房住了一段时间，随后在1805年7月离开城市到史蒂文顿和格德默珊姆（Godmersham）拜访亲友。同年秋天，她们在萨塞克斯郡的新兴海滨度假地沃辛度过。学者们认为，奥斯汀就是在那里完成了《苏珊夫人》的终稿，添加了结尾。她对早期沃辛的观察启发了最后一部小说《桑迪顿》（未完成），该书讲述了一个兴起发展的塞萨克斯海滨度假地的故事。1806年，一家人搬到南安普顿，与弗朗西斯·奥斯汀和他的新婚妻子同住一幢房子，还走访了远房亲戚。

### 查顿

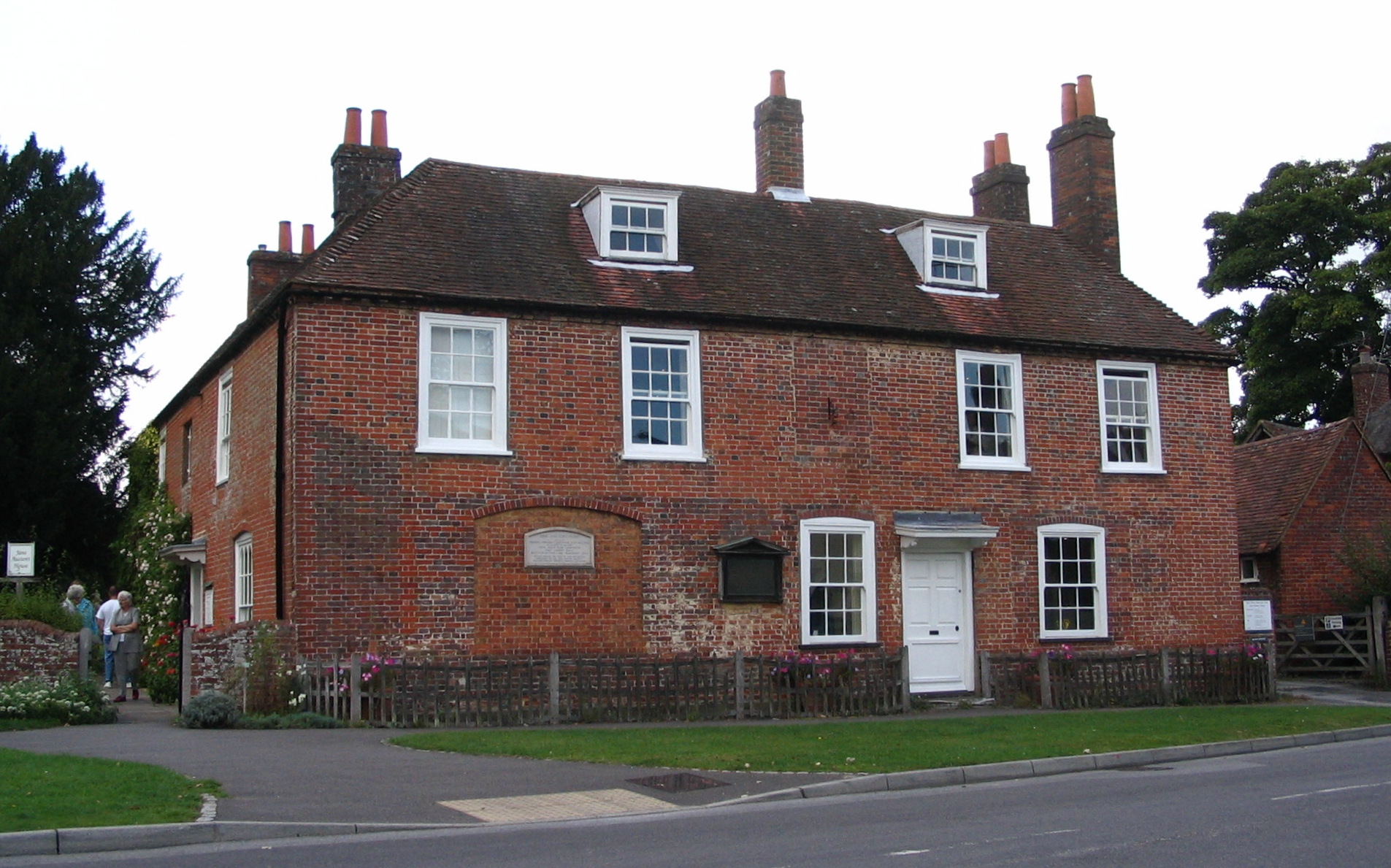
奥斯汀在人生最后八年居住的“查顿之屋”，如今是一个博物馆（Jane Austen's House Museum）。

1809年初，奥斯汀的哥哥爱德华安排母亲和妹妹搬去位于查顿（Chawton）的一幢大农舍里，让她们过上了更安稳的生活。查顿是一个小村庄，1811年普查的人口为417人，农舍是爱德华附近庄园的一部分，名叫“查顿之屋”（Chawton House）。母女三人于1809年7月7日搬入农舍，过上了搬到巴斯后未有过的安定宁静的生活。她们没有与村里的乡绅来往，只招待来访的亲戚。奥斯汀的侄女安娜如此描述这家人在查顿的生活：“在我们看来，那样的生活很平淡，但她们热爱阅读，而且姑姑们除了料理家事外还帮助穷人，教小孩读书写作。”奥斯汀几乎每天写作，减轻的家务负担显然让她有更多时间精力投入创作中。在这样的环境里，她再一次开始产出作品。
同年4月5日，在全家搬到查顿三个月后，奥斯汀给出版商理查德·考斯比写了一封愤怒的信，在信中表示如果能立即出版《苏珊》，她会提供一份新原稿，不然请退回原稿，好让她去找另其他人出版。考斯比回复说，他不打算在某段时间内出版此书（或根本不出版），奥斯汀可以以10英镑的原价买回版权，找其他出版商。她在当时没有足够的钱，但最终在1816年买回了原稿

### 出版作品

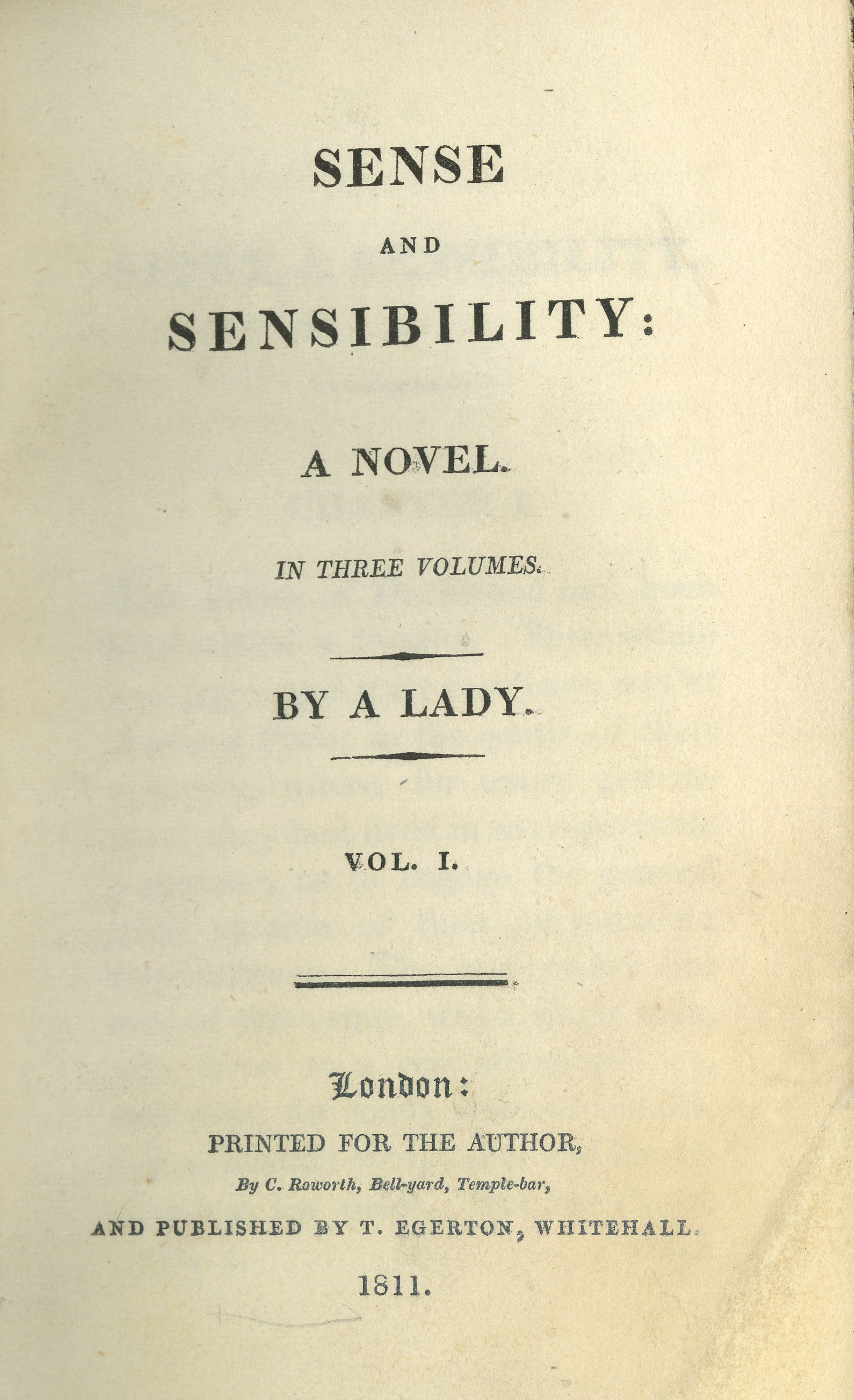
奥斯汀的第一部出版作品《理智与情感》，1811年首版的标题页。

在查顿时，奥斯汀出版了四本小说，大体上反响都不错。通过哥哥亨利的关系，出版商托马斯·埃杰顿（Thomas Egerton）同意出版《理智与情感》。小说于1811年10月出版，收获了好评，流行于舆论界人士间，首版在1813年中旬售罄。小说的利润使奥斯汀取得了一定程度上的经济和心理独立。随后，埃杰顿在1813年1月出版了《傲慢与偏见》，是《第一印象》修改后的成果。他为这本书做了宣传，它立即大获成功，收到了三篇好评，销量也很好。到同年10月，埃杰顿开始了第二版的销售。1814年5月，《曼斯菲爾德莊園》出版。虽然它被评论界忽视，但受到大众欢迎，在六个月内全部卖出，给奥斯汀带来的收入比其他作品都高。
奥斯汀得知攝政王（即后来的喬治四世）欣赏她的作品，每个住地都有一套她的书。1815年11月，摄政王的图书管理员詹姆斯·斯坦尼尔·克拉克（James Stanier Clarke）邀请奥斯汀拜访位于伦敦的王室居所，并暗示她向摄政王献上即将出版的小说《愛瑪》。尽管奥斯汀不喜欢摄政王，她无法拒绝这个请求。日后，她写了讽刺文《根据各方意见写就的小说计划》（Plan of a Novel, according to Hints from Various Quarters），是听取图书管理员为她将来作品提供的许多建议后作出的“完美小说”大纲。

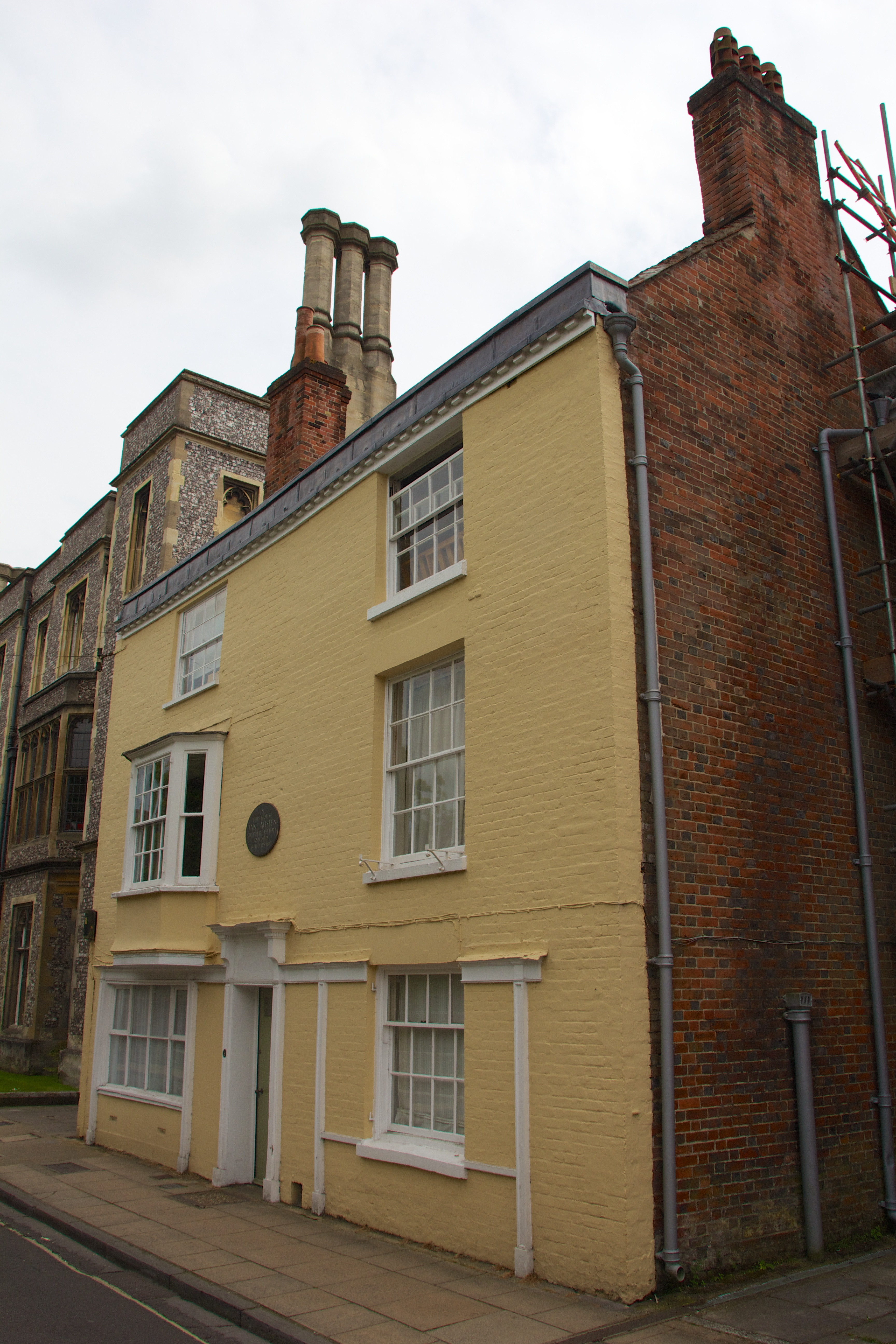
奥斯汀度过最后时光的房子，位于温彻斯特。

1815年中旬，奥斯汀的出版商换成了更有名的約翰·默里。他于1815年12月出版了《爱玛》，于1816年2月出版了《曼斯菲尔德庄园》的第二版。虽然前者卖的不错，但后者销量惨淡，抵消了《爱玛》的大部分利润。这两本书是在她生前出版的最后两部小说。
在默里准备出版《爱玛》时，奥斯汀开始创作一部新小说《艾略特一家》（后来出版为《勸導》），在1816年7月完成初稿。在《爱玛》出版后不久，哥哥亨利从考斯比处买回了《苏珊》的版权。亨利的银行在同年3月破产，使他丧失了财产，深陷债务中，让兄弟爱德华、詹姆斯和弗兰克花去了大笔金钱。亨利和弗兰克无力再供养他们的母亲和姐妹了。因家庭财务危机，奥斯汀被迫推迟这两本已完成小说的出版。

### 患病和去世
1816年初，奥斯汀开始感到不适。起初她忽略自己的身体状况，像健康时一样写作，参与家庭活动。到年中，她自己和家人都已明显感到她身体的衰退。接着，她的健康状况缓慢地、不规则地持续恶化，直至她在第二年去世。大多数传记作者依据文森特·柯普医生在1964年作出的追溯性诊断，把可能的死因列为愛迪生氏病。她的最终症状也符合霍奇金淋巴瘤。
患病后，奥斯汀继续写作。她对《艾略特一家》的结尾不满意，重写了最后两章，在1816年8月6日完成。1817年1月，她开始创作一本新小说《兄弟》，完成了12章，在3月中旬停止，原因可能为疾病（后在1925年以《桑迪顿》为名出版）。尽管她在别人面前把病不当回事，说是“胆汁问题”和风湿，但随着疾病的发展，她渐渐难以自如行动了。到4月中旬，奥斯汀开始卧床不起。5月，卡珊德拉和亨利带她去温彻斯特治疗，但她于1817年7月18日在那里去世，享年41岁。亨利利用了他在教会的关系，安排妹妹葬在溫徹斯特座堂中殿的北廊。大哥詹姆斯写了墓志铭，赞颂了奥斯汀的个人品格，包括她头脑的非凡天赋，还表达了对她获得宗教救赎的期望，但没有提及她在写作方面的成就。

### 身后出版
奥斯汀去世后，卡珊德拉和亨利与约翰·默里联系，安排《劝导》和《诺桑觉寺》在1817年12月捆绑出版。亨利为这两本书贡献了一篇传记文（托玛林称之为“一篇优美、精炼的悼文”），首次点出她小说作者的身份。该套装在第一年的销量很好，在1818年末仅剩下321套未卖出，之后销量下滑。1820年，默里处理掉了未售出的书籍，奥斯汀的小说在后来的12年间绝版了。1832年，出版商理查德·班特利买下了奥斯汀剩余小说的版权。从1832年末（或1833年初）起，这些小说以插图本的形式分为五册出版，成为了班特利“标准小说”系列的一部分。1833年10月，他出版了奥斯汀作品的第一部合集。自那时起，她的小说持续再版至今。

## 紀念
2017年發行的英國10英鎊紙幣反面上印有简·奥斯汀。

## 作品列表
长篇小说
- 《理智与情感》（1811）
- 《傲慢与偏见》（1813）
- 《曼斯菲尔德庄园》（1814）
- 《愛瑪》（1815）
- 《諾桑覺寺》（1818，去世后出版）
- 《劝导》（1818，去世后出版）

短篇小说
- 《苏珊夫人》（1794，1805）

未完成小说
- 《沃森一家》（1804）
- 《桑迪顿》（1817）

其他作品
- 《查尔斯·格兰德森爵士；又，那个高兴的人》（改编剧本，1793，1800）
- 《根据各方意见写就的小说计划》（1815）
- 诗歌（1796-1817）
- 祷文（1796-1817）
- 信件（1796-1817）

少年作品— 第一卷（1787-1793）
- Frederic & Elfrida
- Jack & Alice
- Edgar & Emma
- Henry and Eliza
- The Adventures of Mr. Harley
- Sir William Mountague
- Memoirs of Mr. Clifford
- 《漂亮的卡桑德拉》
- Amelia Webster
- The Visit
- The Mystery
- The Three Sisters
- A beautiful description
- The generous Curate
- Ode to Pity

少年作品—第二卷（1787-1793）
- 《爱与友情》
- Lesley Castle
- The History of England
- A Collection of Letters
- The female philosopher
- The first Act of a Comedy
- A Letter from a Young Lady
- A Tour through Wales
- A Tale

少年作品—第三卷（1787-1793)
- Evelyn
- Catharine, or the Bower